# I Think I Do
I Think I Do (tj. Myslím, že ano) je americký hraný film z roku 1997, který režíroval Brian Sloan podle vlastního scénáře. Film popisuje osudy dvou přátel z univerzity, kteří se opět potkají po několika letech. Snímek měl světovou premiéru na filmovém festivalu Frameline 20. června 1997.

## Děj
Během studia na Univerzitě George Washingtona se Bob zamiluje do svého spolubydlícího a nejlepšího přítele Brendana, který ale chodí s dívkou. Jejich přátelství tím utrpí. O několik let později se setkají na svatbě svých společných přátel ze školy. Bob pracuje jako scenárista a přijíždí se svým partnerem, hercem Sterlingem. Po setkání s Brendanem je vystaven dilematu, neboť Brendan o něho tentokrát projevuje zájem.

## Obsazení
| Alexis Arquette     | Bob            |
| Christian Maelen    | Brendan        |
| Lauren Vélez        | Carol          |
| Tuc Watkins         | Sterling Scott |
| Jamie Harrold       | Matt           |
| Guillermo Díaz      | Eric           |
| Maddie Corman       | Beth           |
| Marianne Haganová   | Sarah          |
| Elizabeth Rodriguez | Celia          |
| Marni Nixon         | teta Alice     |
| Arden Myrin         | Wendy          |